# Szigetvári vár
A szigetvári várat 1420 körül építtette fel Anthini (Szigeti) Oszvald földesúr a Dél-Dunántúl vidékén eredő Almás-patak egyik kiemelkedő szigetén.

## A vár története
Az első erődítmény magja a régészeti kutatások szerint egy kör alapterületű, magas öregtorony lehetett, melyet a négyzetes udvaron kőfalak kerítettek. Az évszázadok során ebből alakult ki Szigetvár erődítményrendszere, mely magába foglalta a virágzó települést is. 1463-ban a Garai, 1471-ben az enyingi Török család birtokába került. Az 1526-os vesztes mohácsi csata után katonai jelentősége megnőtt, mivel útjában állt a nyugati irányban előretörő török hódítóknak. Török Bálint, mint eme vészterhes időszak sok más főnemese, igyekezett mindig a nagyobb hasznot ígérők pártjára állni, így több esetben is urának vallotta hol Szapolyai Jánost, hol pedig Habsburg Ferdinándot. Miután 1541-ben Buda csellel való megszállása idején Szulejmán török szultán elfogatta Bálint urat, a felesége, Pemfflinger Katalin azonnal átadta a végvárat Habsburg Ferdinándnak.

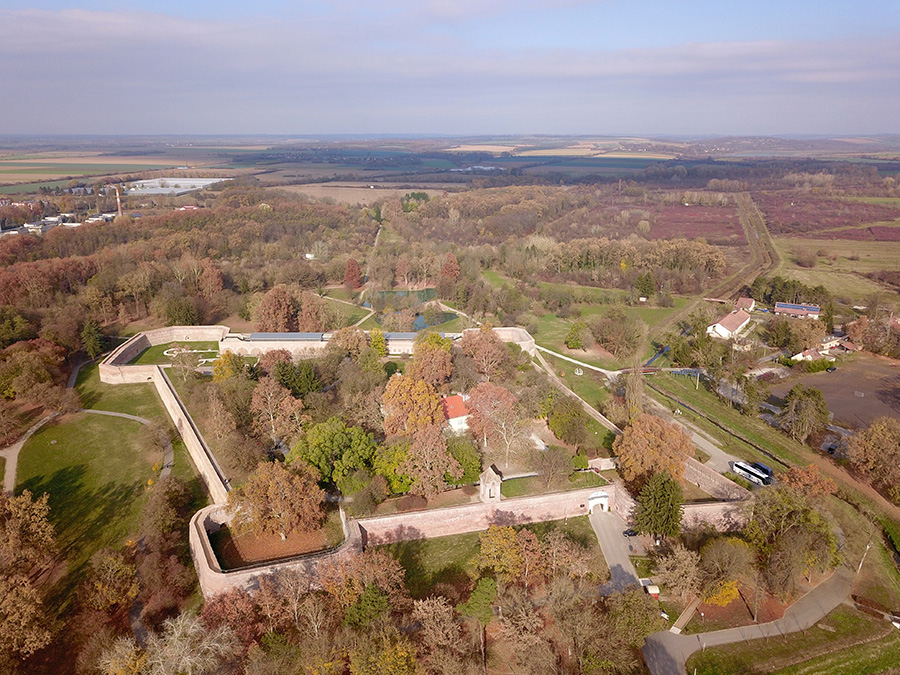
Szigetvári vár – légi fotó

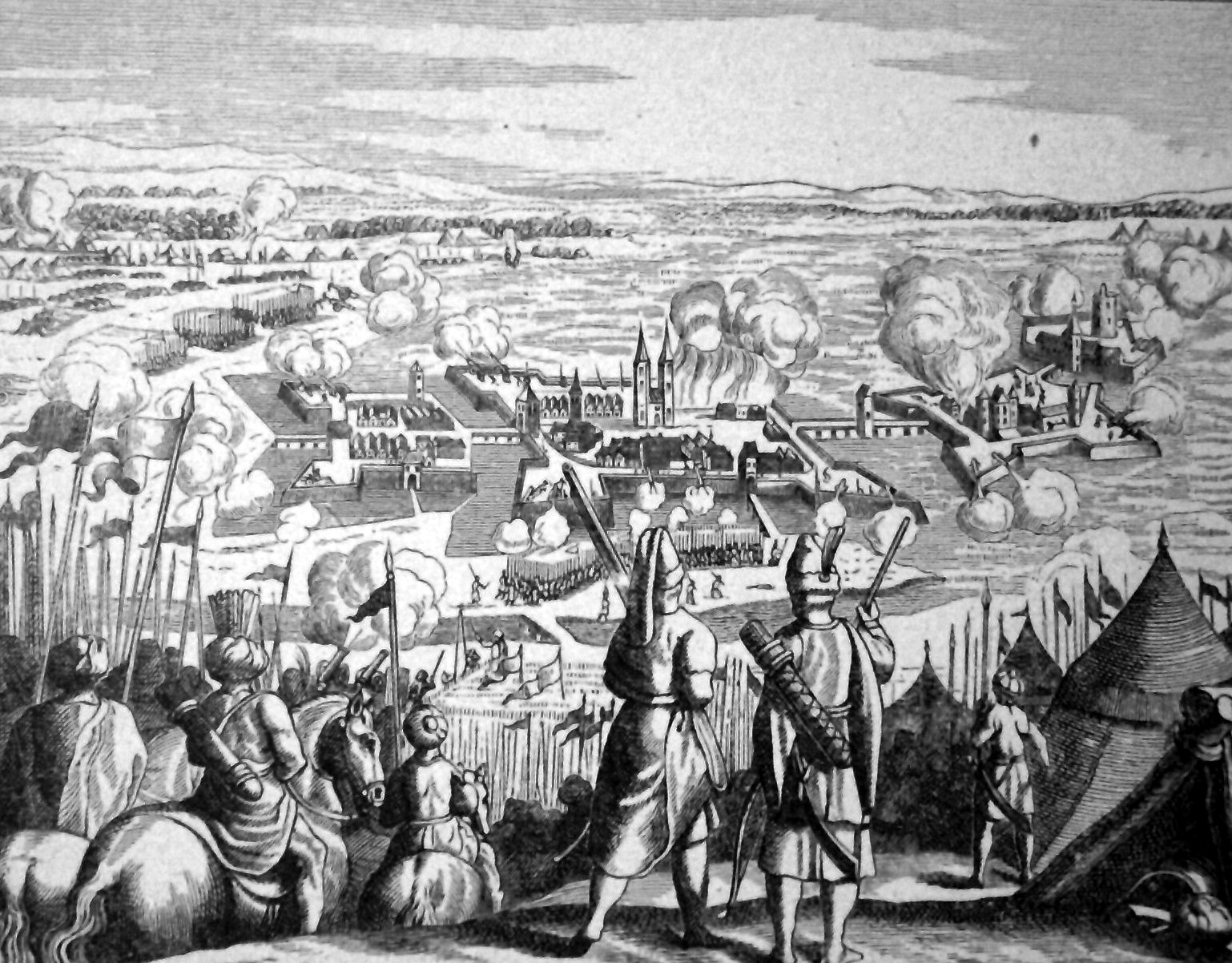
Szigetvár a 16. században

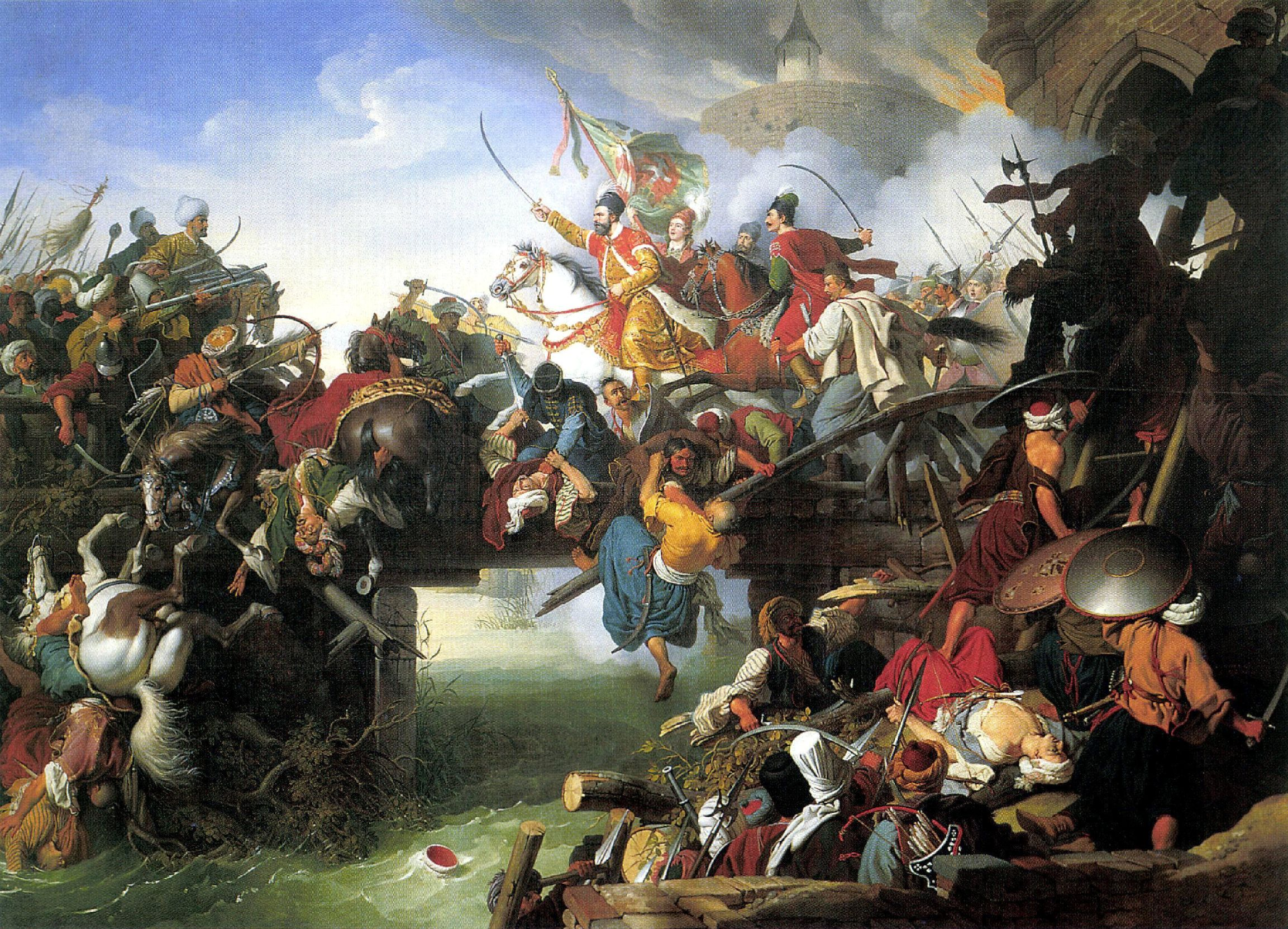
Zrínyi Miklós kiront az égő Szigetvárból. Johann Peter Krafft festménye (1825)

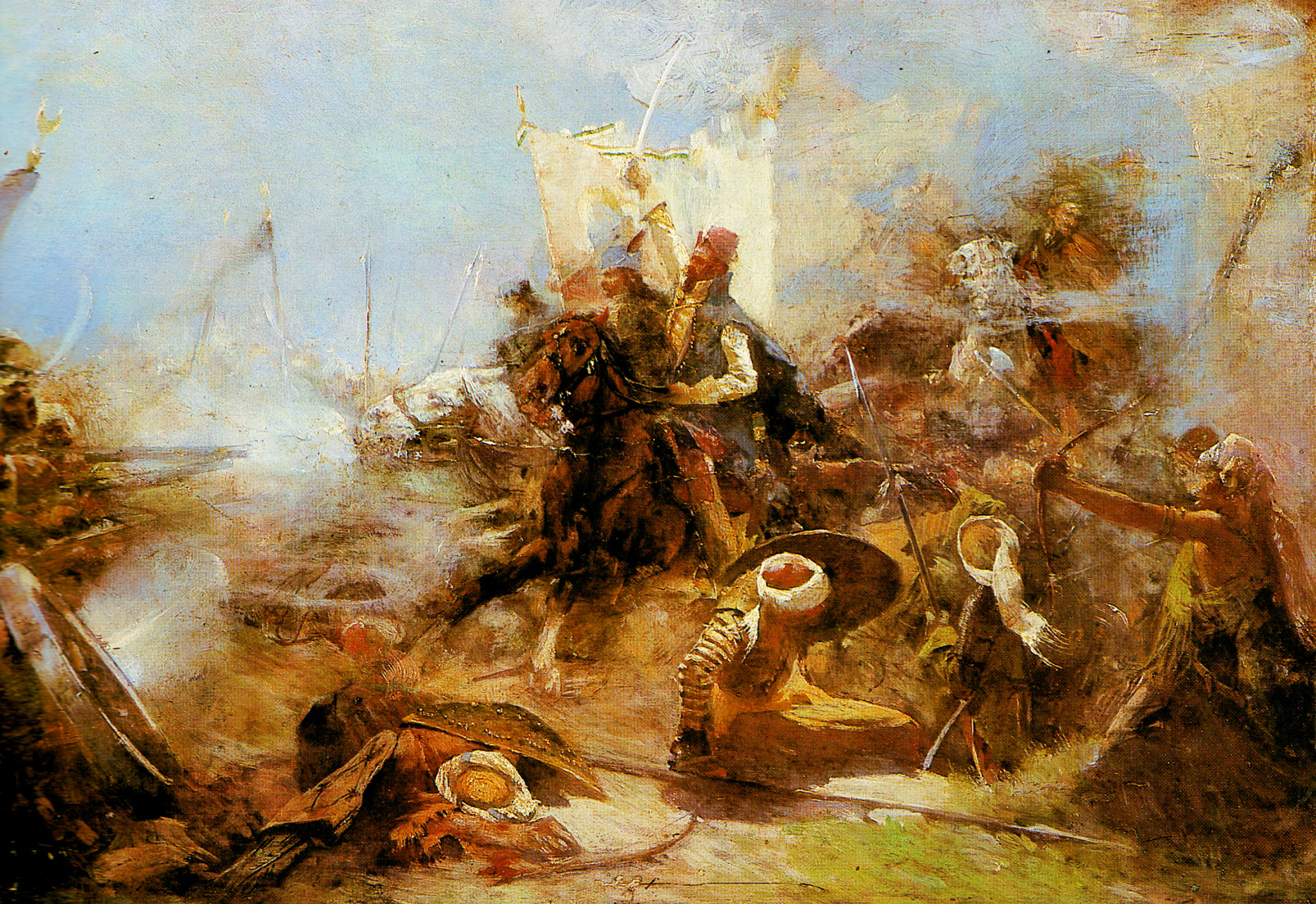
Hollósy Simon:Zrínyi kirohanása (1896)

1549 őszén ideiglenesen Horváth Márk (Horvát Stancic Markó) lett Szigetvár parancsnoka, majd  Kerecsényi László előző várkapitány lemondása után 1555. december 9-én az uralkodó Habsburg I. Ferdinánd véglegesen kinevezte  gradeci Horváth Stančić Márkot Szigetvár élére, de a győri lovaskapitány csak 1556. február 13-án vonult be és vette át gondjaira bízott várat. Horváth Márk az 1556-os nagy török ostrom alatt maroknyi seregével sikeresen védte a tízszeres oszmán túlerővel szemben Sziget várát. 1558–60 között az erődítményt Pietro Ferrabosco itáliai hadmérnök irányításával a kornak megfelelően modernizálták.

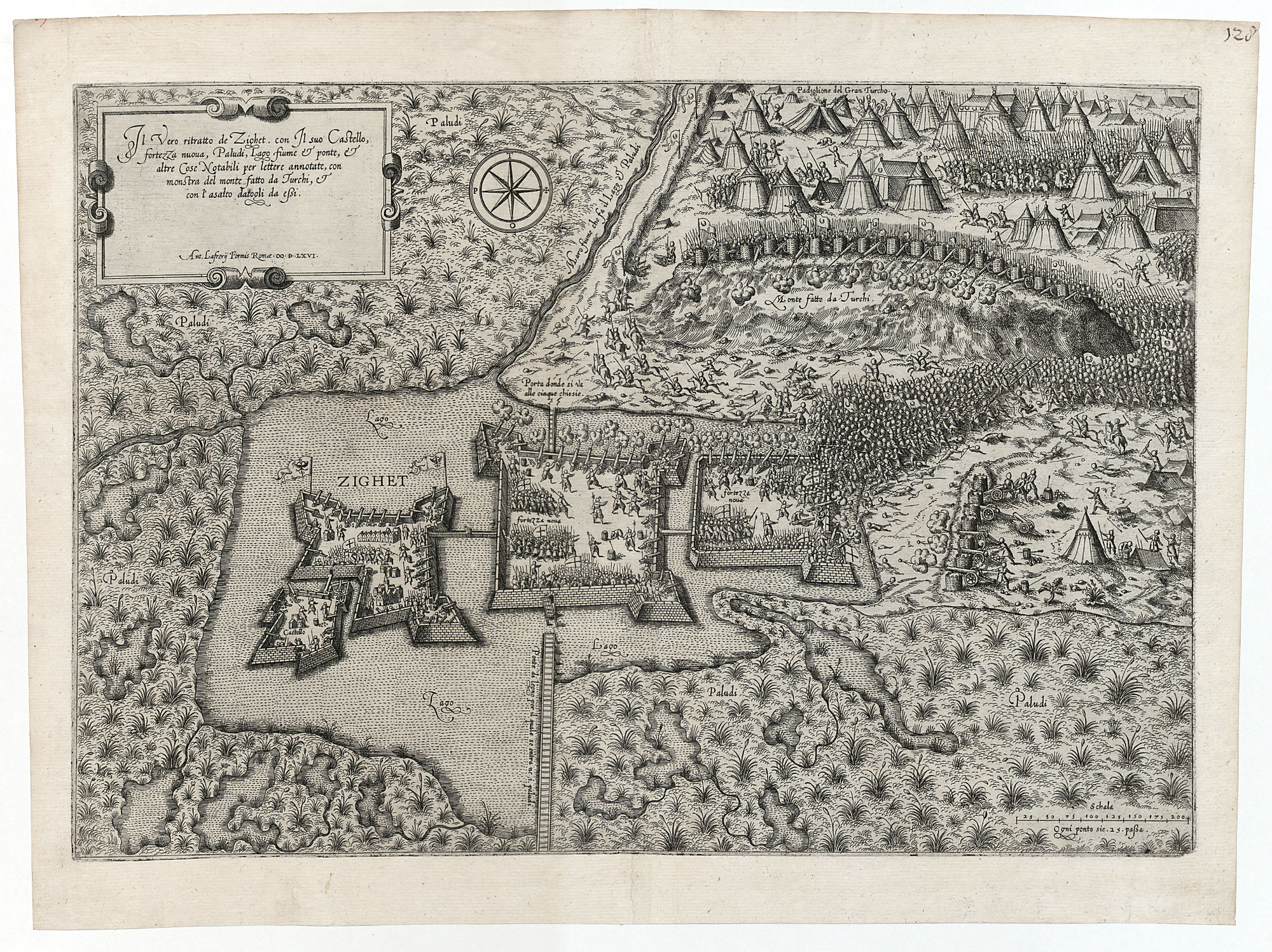
Szigetvár 1566-ban

Horváth Stancic Marko halála után 1561-ben a vár élére főkapitányként Zrínyi Miklós került, aki vasszigorral próbálta behajtani a katonaság részére a földesúri járandóságokat, ugyanekkor kialakította a négy részből álló szigeti védőrendszert. A már idős és beteges Szulejmán szultán 1566-ban indult utolsó hadjáratára, melynek végső célját Bécs elfoglalása jelentette, de előtte Sziget vára állt hatalmas seregének útjában. Zrínyi parancsnoksága alatt mintegy 2300 főnyi végvári katonaság 34 napig állta az ostromot a hatalmas túlerő ellenében, mígnem maradékuk Zrínyi vezetésével kitört a lángoló belsővárból, hogy véres közelharcban haljanak hősi halált. Szigetvári diadalát maga a török szultán sem érte meg, az ostrom utolsó napjaiban meghalt, de ezt a hírt eltitkolták vezérei, nehogy a már erősen megfogyatkozott sereg végképp elcsüggedjen.
A rommá lőtt erődítményt a hódítók újjáépítették. Három méter vastag, hat méter magas fallal, közel hat holdnyi területet fogtak közre, sarkain négy olaszbástyaszerű építménnyel. Ebben az állapotában rekonstruálták és látható ma is.
1689-ben került a Habsburg hatalom birtokába a hatalmas erődítmény, melynek ostromával a Rákóczi-szabadságharc felkelői sem mertek kísérletezni.

## Az iszlám központ terve
Miután a vár felújítása, s az abban kialakítani szándékozott művészeti centrum megépítése nem oldható meg állami forrásból, a várban török befektetők finanszírozásában iszlám kulturális központ valósulhat meg. A tervek szerint Szigetvár Város Önkormányzata és a Magyarországi Iszlám Kulturális Egyesület, azaz Süleyman Hilmi Tunahan magyarországi követői közösen újítanák fel a várbelsőt, a parkot, visszaépítenék a csonka minaretet. Az erőfeszítéseket támogatná Isztambul Város Önkormányzata, ami azért pikáns, mert Szigetvár Trabzon testvérvárosa. A projekt török turisták tízezreit vonzhatja.
Az iszlám központ terve ellen küzd, azt hazaárulásnak minősítve, a nemzeti radikális sajtó.
Fadil Basar, a Magyarországi Iszlám Kulturális Egyesület elnöke, második nyilatkozatában módosította az egyesület céljait, s közölte, hogy nem iszlám, hanem török művelődési központot terveznek nyitni a várban, ahol kiállítást rendeznének a török hódoltság korának magyar tárgyi kultúrájáról is.
„Paizs József az üggyel kapcsolatban a lapnak azt nyilatkozta: kapóra jött a török ajánlat, mert mostantól velük tudja »riogatni a Vagyonkezelőt, így talán a vár tulajdonosa végre kilép a rossz, hűtlen gazda szerepéből, és rájön, hogy nemzeti kincsünkre költeni kell.« Paizs szerint, ha mégis komolyra fordulnának a török szervezettel folytatott tárgyalások, a vár üzemeltetésének átadásáról helyi népszavazáson kellene dönteni.”
A Csonka minaret helyreállítását valószínűleg a török kormány által is támogatott Török Városok Világszövetsége fogja elvégezni, mely a várost tiszteletbeli tagjai közé fogadta.

### A vár felújítása a Nemzeti Várprogram keretében
A vár "A szigetvári vár turisztikai célú fejlesztése" projekt keretében 889 millió forint európai uniós (GINOP-7.1.1-15-2017-00029) forrásból újul meg.
A vár közepén lévő, ún. Kastély épületben alapvető cél a kiállítási terület megnövelése. A legjelentősebb fejlesztés a Kazamatasor területén történik. Az épület földszintjének nyugati végén az utolsó két téregységben az egykori Zrínyi belsővár bástyájának maradványai kerülnek bemutatásra. Az épület tengelyében található kapualjtól nyugatra, a fenti helyiségek felé nyílóan lesz kialakítva a kiállítási recepció és ajándékbolt, a zárt kiállítási terület, a lift és a közönségforgalmi lépcsőház. A kapualjtól keletre kap helyet a kávézó, a hagyományőrzők és a karbantartók irodái és öltözői, a közönségforgalmi vizesblokk, valamint az üzemi terek. Egy külön lépcsőházon keresztül lehet megközelíteni az emeleten húzódó üzemeltetési és muzeológiai irodákat. A kétszintes épület emeletén az irodák mellett kiállító- és multifunkcionális terek kerülnek kialakításra. A projekt része a vár területének kertészeti rendezése is.

## Lásd még
- Török-iszlám építészet Magyarországon

## Szépirodalom
- Zrínyi Miklós: Obsidio Szigetiana, 1651. (A Szigeti veszedelem címet Kazinczy Ferenc adta a műnek).